# Semana Santa en Beniaján

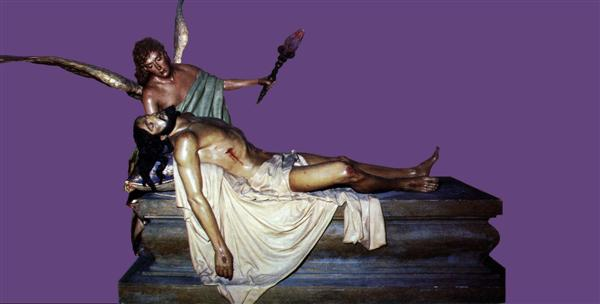
Cristo Yacente, también llamado Señor de la Buena Muerte, protagonista en la Semana Santa de Beniaján

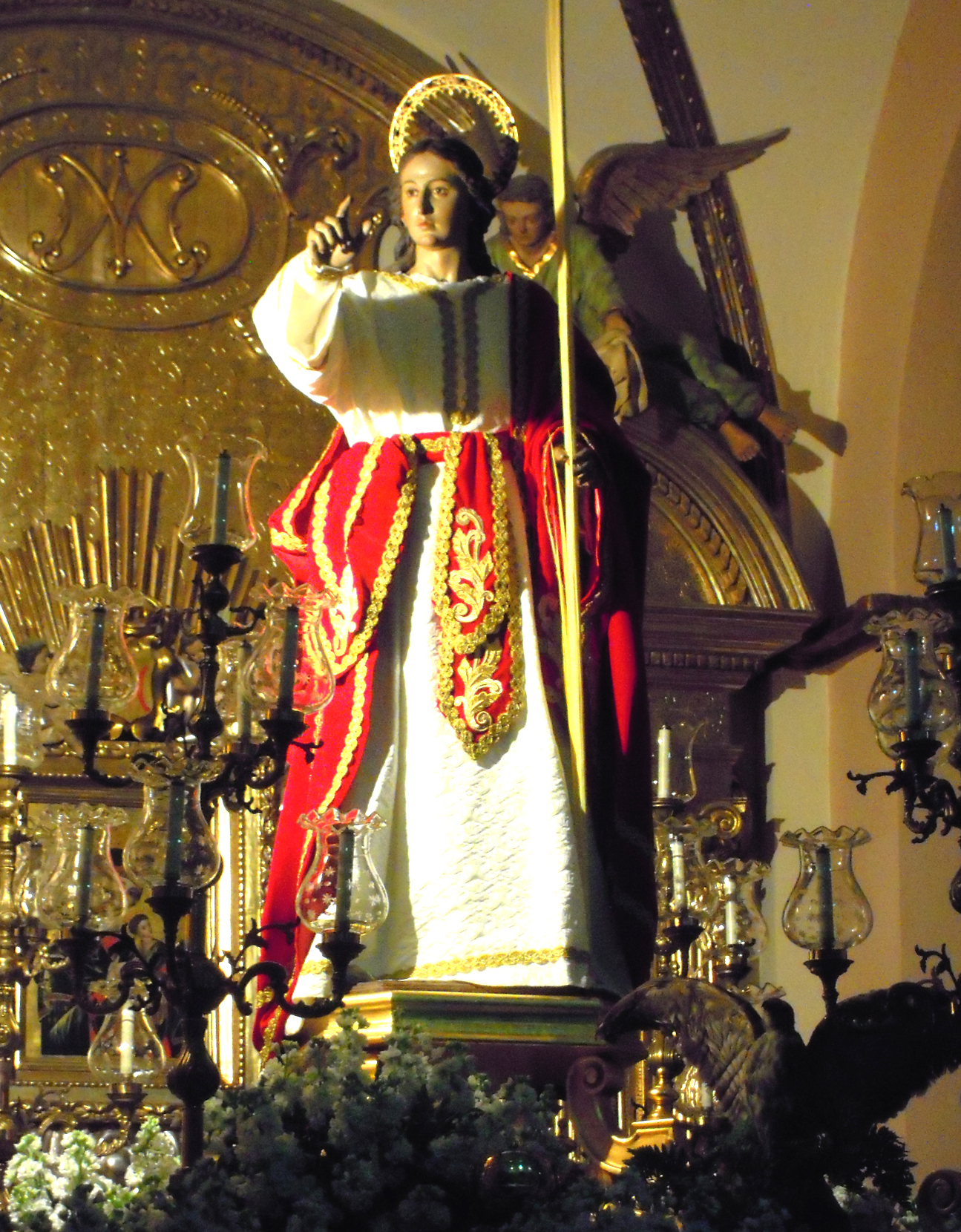
San Juan Evangelista (S. Lozano, 1954)

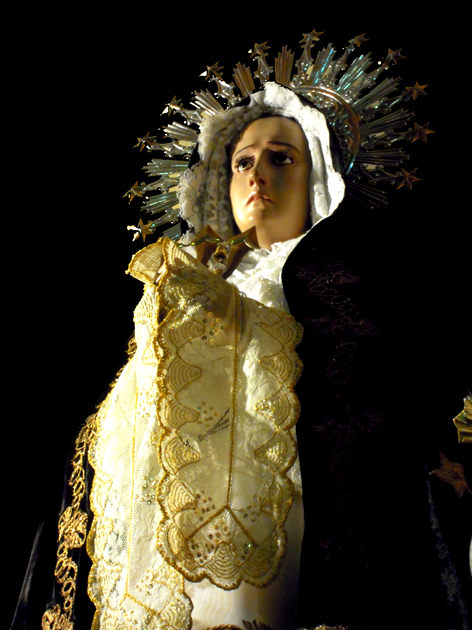
Virgen de la Soledad (R. López,)

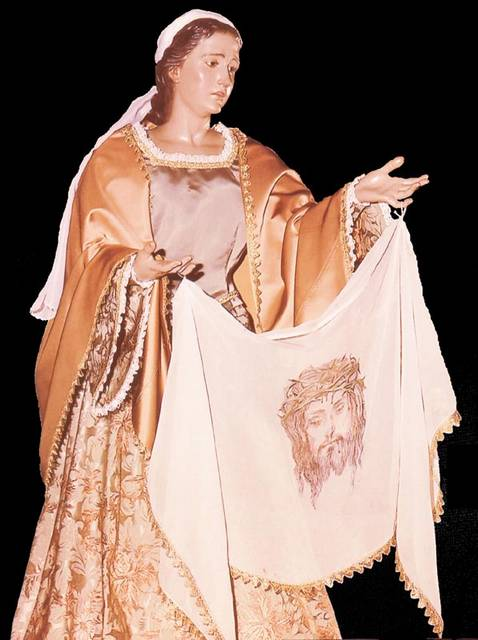
Santa Mujer Verónica (S. Lozano, 1963)

La Semana Santa de Beniaján es el conjunto de actos que se realizan en la localidad de Beniaján (Murcia) durante la Semana Santa. Se trata de unas celebraciones muy tradicionales cuya antigüedad se remonta a siglos pasados, constituyendo en la actualidad uno de los periodos festivos más representativos y arraigados entre la población.
La Junta de Hermandades y Procesiones, la parroquia de San Juan Bautista y la Alcaldía de Beniaján, son las encargadas de organizar los distintos actos y desfiles que se desarrollan estos días.

## Apuntes históricos
Las primeras reseñas sobre la Semana Santa de Beniaján se remontan a finales del siglo XVI, cuando las primitivas hermandades ya organizaban en el pueblo cultos y procesiones alusivas a la Pasión. Del siglo XVIII datan muchas de las advocaciones que hoy se mantienen, como la de Nuestra Señora de los Dolores, difundida con gran entusiasmo por toda la diócesis y que en Beniaján dio origen a la más antigua cofradía de cuantas permanecen en activo. Los principales actos y procesiones que actualmente se desarrollan en la localidad quedarán configurados ya desde mediados del siglo XX, una vez recuperado el patrimonio procesional perdido en la guerra civil española, recibiendo un impulso constante y evolucionando hasta nuestros días.

## Cofradías
La Semana Santa de Beniaján se organiza en torno a siete cofradías y hermandades, cada una con unos colores representativos en sus trajes y túnicas:
- Cofradía del Santísimo Cristo de las Penas - color granate
- Cofradía de Nuestra Señora de los Dolores - colores blanco y negro
- Hermandad de Nuestro Padre Jesús Nazareno - color morado
- Hermandad de Jesús de la Divina Gracia - colores blanco y verde
- Hermandad de San Juan Evangelista - colores blanco y rojo
- Hermandad de la Virgen Dolorosa - colores rosa y azul
- Hermandad del Silencio - color negro

## Imaginería
- Nuestra Señora de los Dolores - Roque López, finales del siglo XVIII
- Virgen Dolorosa - José Sánchez Lozano, 1954
- Nuestro Padre Jesús Nazareno - José Sánchez Lozano, 1954
- San Juan Evangelista - José Sánchez Lozano, 1954
- Samaritana - José Sánchez Lozano, 1958
- Señor de la Divina Gracia - José Sánchez Lozano, 1958
- Santa Mujer Verónica - José Sánchez Lozano, 1963
- Cristo Yacente con el Ángel de la Fortaleza - José Ortiz García, 1963
- Cristo de las Penas - Ramón Granell Pascual, 1982
- María Magdalena - José Ortiz García, 1983
- Jesús del Rescate - Antonio García Mengual, 2000

## Procesiones
- Viernes de Dolores: Vía Crucis por las calles del casco antiguo de la villa, portando la imagen del Santísimo Cristo de las Penas al brazo de los penitentes. A lo largo del itinerario tiene lugar el canto de salves de pasión propias de la liturgia de las cuadrillas de la Huerta.

- Domingo de Ramos:  Procesión de las Palmas, en la mañana, partiendo de la iglesia de la Sagrada Familia hasta la parroquia de San Juan. Acompañan la procesión infinidad de niños y niñas, muchos de los cuales visten traje hebreo.

- Lunes Santo: Tradicional traslado de tronos. Las distintas cofradías y hermandades realizan el traslado de sus respectivos tronos hasta la iglesia de San Juan Bautista, de donde partirán las procesiones, en un ambiente fraternal y muy popular.

- Miércoles Santo: Procesión del Encuentro. Desfilan las siguientes imágenes: Samaritana y Jesús de la Divina Gracia, Santa Mujer Verónica y Nuestro Padre Jesús Nazareno, Santísimo Cristo de las Penas y María Magdalena, San Juan Evangelista y Virgen Dolorosa. El Santo Encuentro se produce en la recogida de la procesión, entre San Juan, la Virgen y el Crucificado, suponiendo uno de los momentos más vibrantes de la Semana Santa beniajanense.

- Jueves Santo: A medianoche y con el pueblo sumido en una oscuridad total, sale a las calles la Procesión del Silencio. La acompañan cientos de penitentes portando velas.

- Viernes Santo: Solemne Procesión del Santo Entierro. Se trata del principal y más antiguo desfile pasional que se celebra en la villa. Desfilan: Santísimo Cristo de las Penas y María Magdalena, Virgen Dolorosa, Señor de la Buena Muerte y Ángel de la Fortaleza, San Juan Evangelista y Virgen de la Soledad.

## Otros actos
- Novenario a Nuestra Señora de los Dolores
- Bajada y Besapié al Santísimo Cristo de las Penas
- Besapié a Jesús del Rescate
- Besamanos a la Virgen Dolorosa.
- Concierto de Marchas Procesionales
- Pregón y distinciones (Nazareno de Honor)
- Santos Oficios
- Celebración de la Resurrección del Señor